# 鲁山 (山东)
鲁山位于中国山东省淄博市境内，绵延莱芜、沂源、临朐、博山诸县。博山区池上镇境内的主峰大圣峰1108.3米，为山东第四高峰。鲁山地处春秋战国时齐鲁交境，属鲁国之地，故名鲁山。自然景观有大圣峰、樱桃峰、香炉峰、明石崖、滴水崖瀑布等。